# Fissidens termitarum
Fissidens termitarum är en bladmossart som beskrevs av Ronald Arling Pursell 1979. Fissidens termitarum ingår i släktet fickmossor, och familjen Fissidentaceae. Inga underarter finns listade i Catalogue of Life.